# Villemomble Sports
El Villemomble Sports Football es un club de fútbol país de la ciudad de Villemomble. Fue fundado en 1922 y juega en la Championnat de France amateur 2.

## Palmarés

### Torneos nacionales
- Championnat de France amateur 2 (1):2005